# Parribacus japonicus
 (mai 2025).
Si vous disposez d'ouvrages ou d'articles de référence ou si vous connaissez des sites web de qualité traitant du thème abordé ici, merci de compléter l'article en donnant les références utiles à sa vérifiabilité et en les liant à la section « Notes et références ».
Espèce
Parribacus japonicus, zouri-ebi (ゾウリエビ, crevettes sandales), est une cigale de mer consommée au Japon. Elle vit en mer, en eaux peu profondes, au sud du Japon, autour de la péninsule de Boso dans le Kyūshū sur les rives de l'océan Pacifique et autour des îles Ryūkyū ou encore autour de Taiwan.
Souvent capturée en même temps que le homard car friande des mêmes aliments, elle peut atteindre une quinzaine de centimètres de long ; sa forme rappelle la sandale japonaise, d'où son nom. Contenant relativement peu de chair, elle est toutefois servie en sashimi, et son goût est comparable à celui du homard.